# SS Dakotan
Pour les autres navires du même nom, voir USS North Dakota et USS South Dakota.
Le SS Dakotan est un cargo construit en 1912 pour l'American-Hawaiian Steamship Company. Pendant la Première Guerre mondiale, il sert comme de navire de transport de l'armée des États-Unis dans l'Army Transport Service, sous l’appellation USAT Dakotan, puis USS Dakotan (ID-3882) lors de son service dans l'US Navy. Le Dakotan est construit par la Maryland Steel Company pour l'American-Hawaiian Steamship Company, tout comme huit sisterships. Après sa mise en service, il est employé dans le service inter-côtier via l'isthme de Tehuantepec et le canal de Panama après son ouverture.
Pendant la Première Guerre mondiale, à partir de septembre 1917, l'USAT Dakotan transporte des fournitures et des animaux vers la France. Il participe au premier convoi américain à naviguer vers la France après l’entrée en guerre des États-Unis en avril 1917. Il est transféré en janvier 1919 à l'US Navy, où il continue d'effectuer la même mission, mais après l'armistice, il est converti en transport de troupes et ramène plus de 8 800 soldats américains depuis la France vers les États-Unis. Rendu à l'American-Hawaiian Steamship Company en 1919, il reprend sa fonction de cargo de fret inter-côtier. En 1923, Il s'échoue au large des côtes du Mexique, mais il peut être remorqué dans un port et réparé.
Pendant la Seconde Guerre mondiale, le Dakotan est réquisitionné par l'administration maritime de guerre américaine et transféré à l'Union soviétique dans le cadre du programme Prêt-Bail en décembre 1942. Renommé SS Zyrianin, ce dernier navigue dans la marine marchande soviétique jusqu'à la fin des années 1960. Il est démantelé en 1952 à Split en Yougoslavie.